# 4-Imidazolidinon
4-Imidazolidinon ist eine chemische Verbindung und eines der beiden möglichen Imidazolidinone.

## Gewinnung und Darstellung

### Nach Freter et al. 1957
4-Imidazolidinon kann in drei Schritten aus N-Benzyloxycarbonylglycin (1) hergestellt werden. Der erste Schritt ist eine Cyclokondensation des in situ generierten O-Acetats mit Ammoniumrhodanid, was zum Cbz-geschützten Thiohydantoin 2 führt. Dieses wird mit Raney-Nickel entschwefelt. Das somit vorliegende Zwischenprodukt 3 entspricht dem Cbz-geschützten Produkt (4). Die Abspaltung der Schutzgruppe erfolgt durch Hydrierung am Palladiumkatalysator. Zur Reinigung des Produkts wird aus wässrigem Ethanol umkristallisiert.

### Nach Pfeiffer et al. 1988
Eine ähnliche Synthese des 4-Imidazolidinons beginnt mit dem Edukt 2-Benzylaminoacetamid (1). Hier wird die Cyclokondensation mit Formaldehyd durchgeführt, wobei allerdings das Halbaminal 2 erzeugt, welches in einem zweiten Schritt durch Erhitzen unter vermindertem Druck gespalten werden muss. Nach einer Vakuumdestillation im Kugelrohr kann schließlich das Benzyl-geschützte Produkt (3) am Palladiumkatalysator durch Hydrierung entschützt werden.

## Eigenschaften
Im Basischen zersetzt sich 4-Imidazolidinon zu Glycin; im Sauren zu Glycinamid. Gegen Wasser (im Neutralen) ist es recht beständig. 4-Imidazolidinon ist isomer zu 2-Imidazolidinon, bei dem die Carbonylgruppe zwischen den beiden Aminogruppen steht. Während ersteres jedoch ein Lactam ist, handelt es sich bei letzterem um einen cyclischen Harnstoff.